# Randheli
Randheli är en ö i Maldiverna. Den ligger i den norra delen av landet, 170 km norr om huvudstaden Malé. Geografiskt är den en del av Miladhunmadulu atoll och tillhör administrativt Noonu. 
Randheli, tillsammans med grannöarna Medhudheli och Fahudheli, utgör en turistanläggning Cheval Blanc Randheli.  Det finns ingen fastboende lokalbefolkning på ön som därför räknas som obebodd i officiell statistik.
Tropiskt monsunklimat råder i trakten. Årsmedeltemperaturen i trakten är 22 °C. Genomsnittlig årsnederbörd är 1 944 millimeter. Den regnigaste månaden är augusti, med i genomsnitt 322 mm nederbörd, och den torraste är februari, med 40 mm nederbörd.